# Sengoku (serie)

Schermata iniziale del primo capitolo

Sengoku è una saga di videogiochi picchiaduro ideata, sviluppata e pubblicata dalla SNK, esclusivamente per la piattaforma Arcade Neo Geo.

## Trama ed impostazione
Sebbene ogni gioco della serie sia a sé stante, ognuno di essi coinvolge le forze del Giappone feudale in conflitto con i protagonisti. 
Nei primi due titoli sono selezionabili solo un ninja r un cowboy western: sono anche disponibili potenziamenti con cui è possibile super-trasformare i personaggi in forme maggiori dotati di abilità superiori - un samurai, un cane lupo corazzato o un ninja più rapido e lesivo. I potenziamenti si ottengono prendendo sfere di colori differenti: quelli rossi permettono di maneggiare una katana, quelli blu due katane, quelli viola una zweihander, quelli gialli, invece, permettono l'abuso dell'energia ki. I potenziamenti variano d'efficacia in base alla forma attuale del personaggio scelto: un personaggio in stadio avanzato ha meno vantaggi di uno in stadio normale.
Il terzo titolo, oltre ad ampliare notevolmente la risma di personaggi (quattro ordinari e due semi-segreti), cambia l'impostazione della trama, con un clan di ninja intento a neutralizzare la minaccia proveniente da una schiera di demoni infernali, risultando più un successore spirituale che un vero e proprio sequel. Anche la grafica si presenta notevolmente diversa.
I titoli dei tre giochi sono:
- Sengoku
- Sengoku 2
- Sengoku 3